# Оять-Волховстроевский
Оя́ть-Волховстро́евский (до 1942 года — Оять (фин. Ojatti) — промежуточная железнодорожная станция Октябрьской железной дороги на 202,487 км Мурманской железной дороги.

## Общие сведения
Станция расположена в посёлке при станции Оять Доможировского сельского поселения Лодейнопольского района Ленинградской области.
К станции примыкают два двухпутных перегона с односторонней автоблокировкой: Оять-Волховстроевский — Заостровье (станция, Лодейнопольское направление) в чётном направлении и Оять-Волховстроевский — Паша в нечётном направлении. Станцию связывает с посёлком Доможирово, находящего на трассе Р21 «Кола», проходящей параллельно путям железной дороги, дорога 41К-133 («Подъезд к станции Оять»). Расстояние составляет 5 км.
В полутора километрах севернее станции железная дорога пересекает реку Оять.

## Пассажирское сообщение
По станции проходит ежедневно несколько пар электропоездов.